# نويل كينمو
نويل كينمو واسمها الكامل إرنستين نويل كينمو (ولدت في 25 ديسمبر 1987 في بلدة باتي في منطقة غرب الكاميرون) هي ممثلة ومخرجة وكاتبة سيناريو ومنتجة كاميرونية.

## مسيرتها
نشأت نويل في نيو بيل، إحدى مقاطعات دوالا، وأكملت فصولها الابتدائية في «مدرسة نكولولون العامة» قبل أن تواصل دراستها الثانوية في كوليج لاغابي ألحقتها بدورة جامعية في مجال الاتصال في جامعة دوالا وفي التجارة الدولية في «كلية الدراسات العليا للإدارة» (ESG).
في سن مبكرة، حلمت نويل بالعمل في مجال التدريس أوالتمثيل. وبعد تدريب في مجال التعليم لمدة عام دراسي مع الأطفال، شقت طريقها في مجال السينما في عام 2008 بمساعدة أحد أصدقائها.
في عام 2020، افتتحت متجر ملابس في مدينة دوالا.
نويل كينمو هي أم لطفلين.

## أعمالها

### المسلسلات
- 2020: سيدتي سيدي
- 2017: باكين من بطولة موريل بلانش ومارسيل كويتشي
- 2016: يوم القيامة
- 2014: العدو الحميم
- 2008: مدينة الأحلام

### سينمائيا

#### سيناريو وإنتاج
- 2019: أبريل 2
- 2018: وإذا كان علينا أن نفعل ذلك مرة أخرى؟
- 2016: تأثير بوميرانغ[2]

#### التصوير والظهور
- 2019: Shenanigans
- 2018: وإذا كان علينا أن نفعل ذلك مرة أخرى؟
- 2016: تأثير بوميرانغ
- ولادة جديدة
- كوخ بابا [3]
- النانجاس
- بقلب مفتوح
- فيليب وأنجل

## الجوائز والترشيحات
- 2017
- أفضل ممثلة في الدورة الخامسة من مهرجان بافوسام الدولي للسينما المستقلة عن فيلم تأثير بوميرانغ.[4]
- جائزة أفضل فيلم في حفل جوائز Wouri Tv لمستخدمي الإنترنت لفيلم تأثير بوميرانغ